# Тьєрп (комуна)
Комуна Тьєрп (швед. Tierps kommun) — адміністративно-територіальна одиниця місцевого самоврядування, що розташована в лені Уппсала у центральній Швеції на узбережжі Ботнічної затоки.
Тьєрп 65-а за величиною території комуна Швеції. Адміністративний центр комуни — місто Тьєрп.

## Населення
Населення становить 20 130 чоловік (станом на вересень 2012 року). 
| Кількість населення комуни Тьєрп за 1970-2010 роки | Кількість населення комуни Тьєрп за 1970-2010 роки | Кількість населення комуни Тьєрп за 1970-2010 роки | Кількість населення комуни Тьєрп за 1970-2010 роки | Кількість населення комуни Тьєрп за 1970-2010 роки |
| -------------------------------------------------- | -------------------------------------------------- | -------------------------------------------------- | -------------------------------------------------- | -------------------------------------------------- |
| Рік                                                |                                                    |                                                    | Населення                                          |                                                    |
| 1970                                               | 1970                                               |                                                    | 21 214                                             | 21 214                                             |
| 1975                                               | 1975                                               |                                                    | 20 833                                             | 20 833                                             |
| 1980                                               | 1980                                               |                                                    | 20 608                                             | 20 608                                             |
| 1985                                               | 1985                                               |                                                    | 19 818                                             | 19 818                                             |
| 1990                                               | 1990                                               |                                                    | 20 052                                             | 20 052                                             |
| 1995                                               | 1995                                               |                                                    | 20 171                                             | 20 171                                             |
| 2000                                               | 2000                                               |                                                    | 19 888                                             | 19 888                                             |
| 2005                                               | 2005                                               |                                                    | 20 056                                             | 20 056                                             |
| 2010                                               | 2010                                               |                                                    | 20 125                                             | 20 125                                             |
| Джерело: SCB                                       |                                                    |                                                    |                                                    |                                                    |

## Населені пункти
Комуні підпорядковано 9 міських поселень (tätort) та низка сільських, більші з яких:
- Тьєрп (Tierp)
- Мегедебю (Mehedeby)
- Монкарбу (Månkarbo)
- Карлгольмсбрук (Karlholmsbruk)
- Шерплінге (Skärplinge)
- Седерфорс (Söderfors)
- Тубу (Tobo)
- Уппланда (Upplanda)
- Ербігус (Örbyhus)

## Міста побратими
Комуна підтримує побратимські контакти з такими муніципалітетами:
- Комуна Вого, Норвегія
- Форсса, Фінляндія
- Норре, Данія
- Валга, Естонія

## Галерея

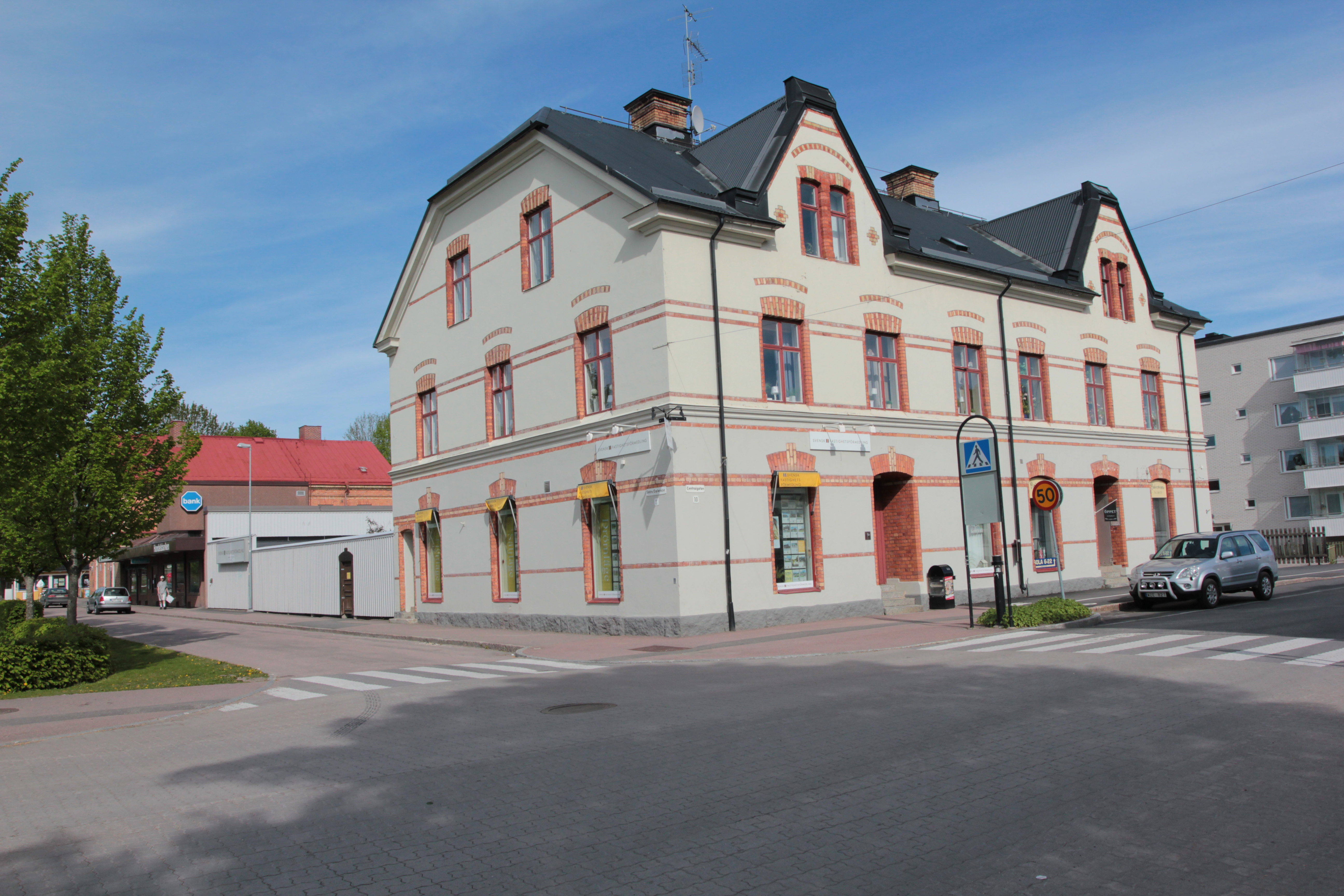
У центрі міста (Тьєрп)
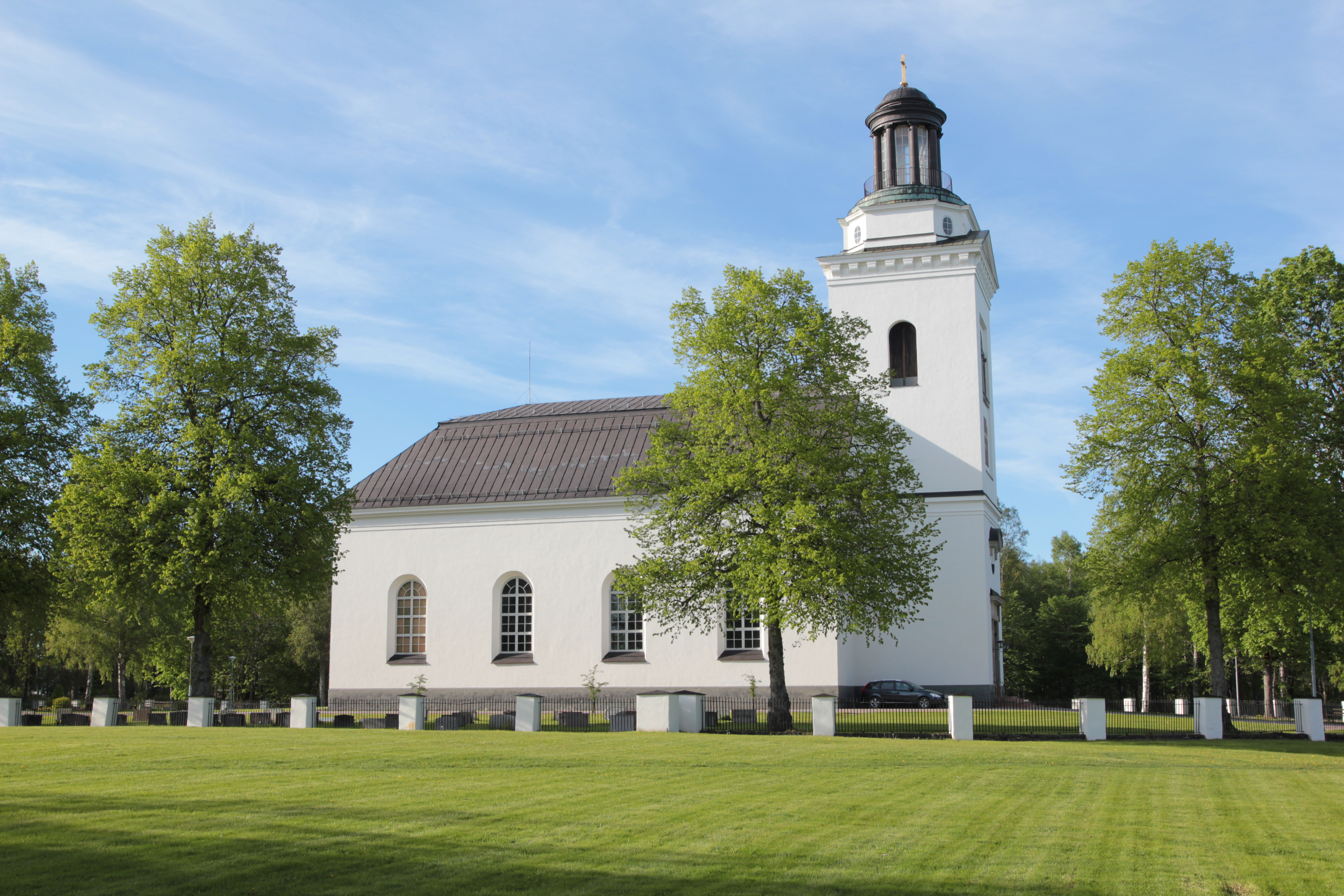
Церква (Седерфорс)
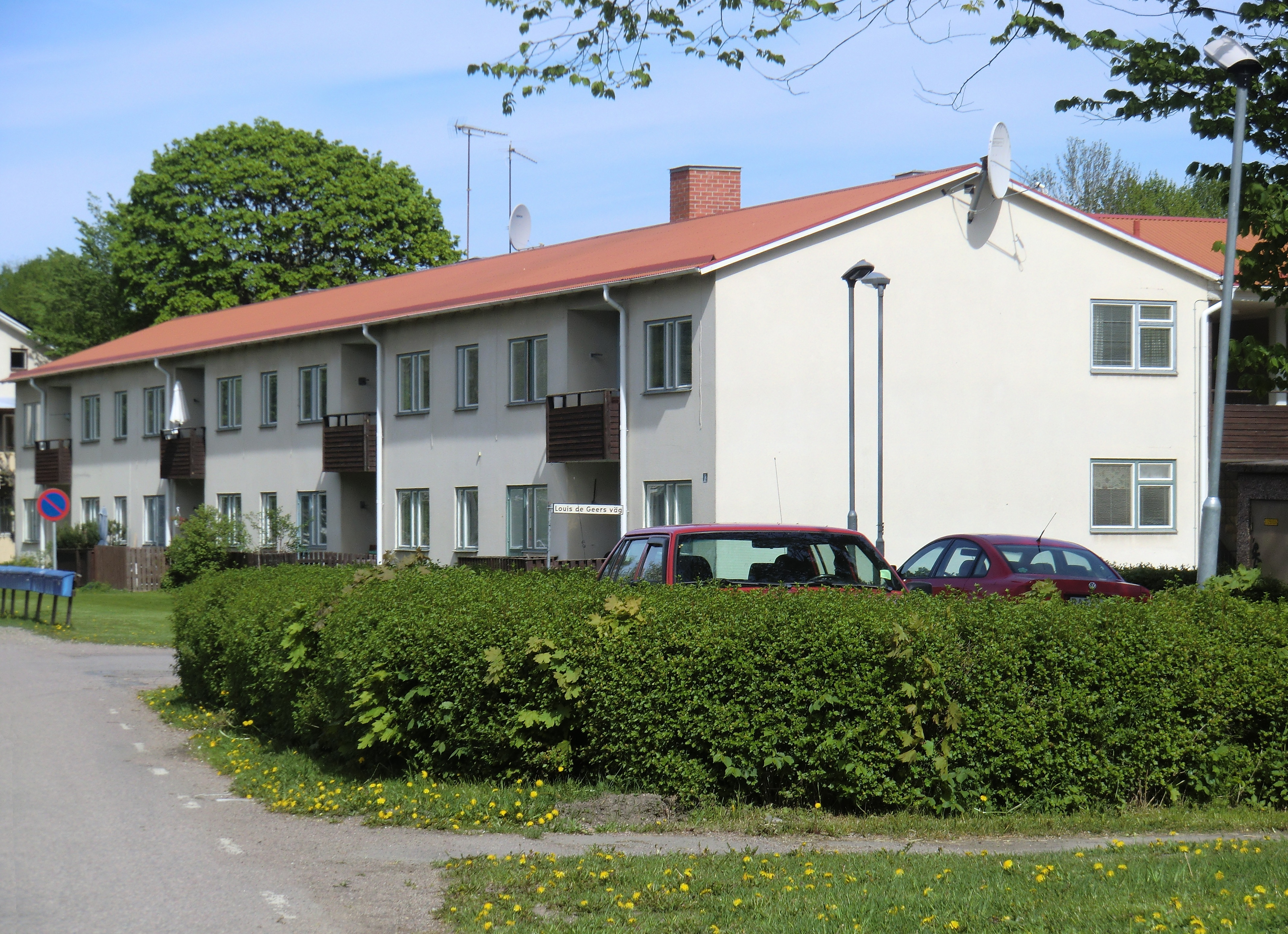
Містечко Тубу
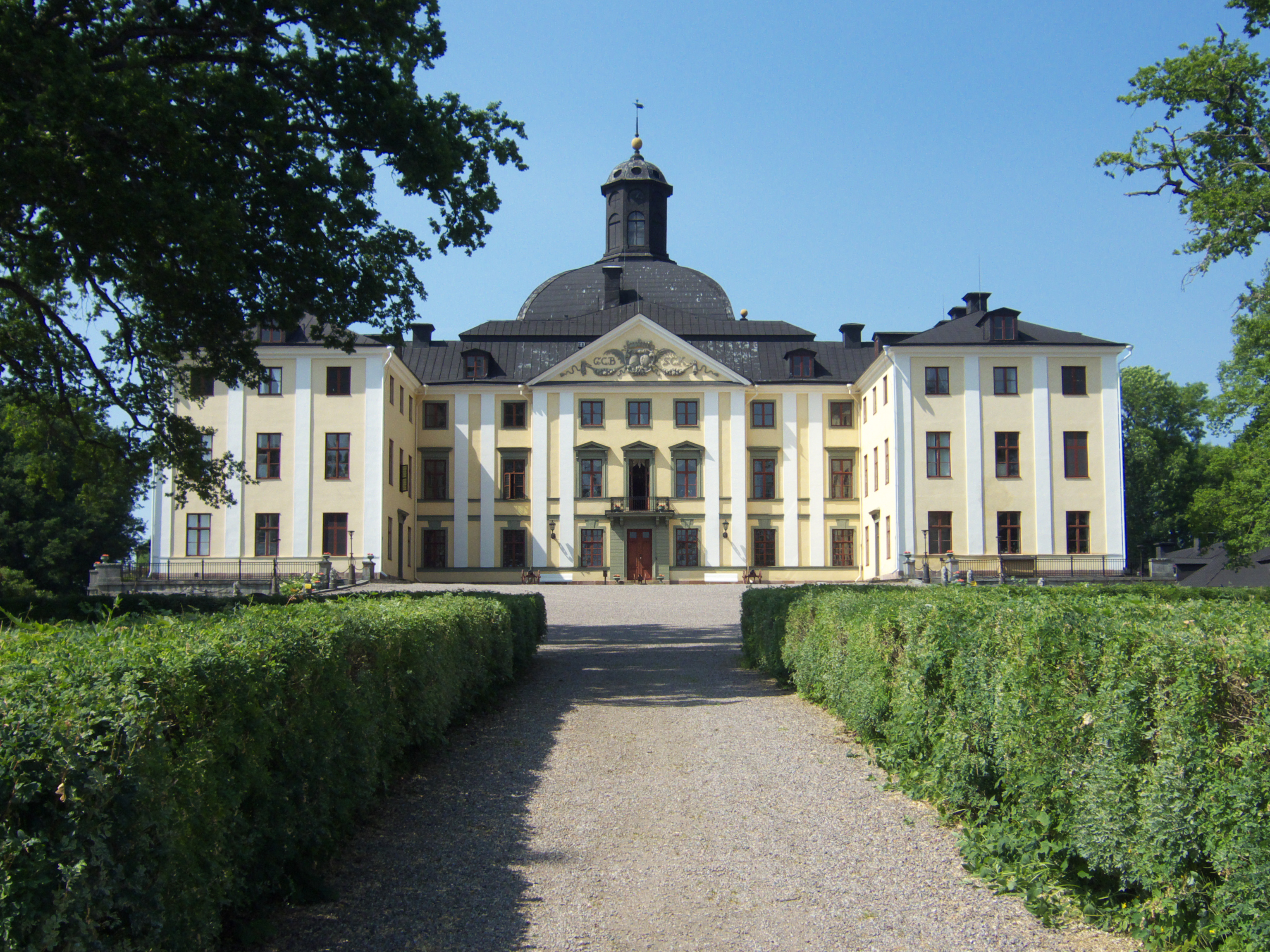
Замок Ербігус